# Бёрджесс, Ида

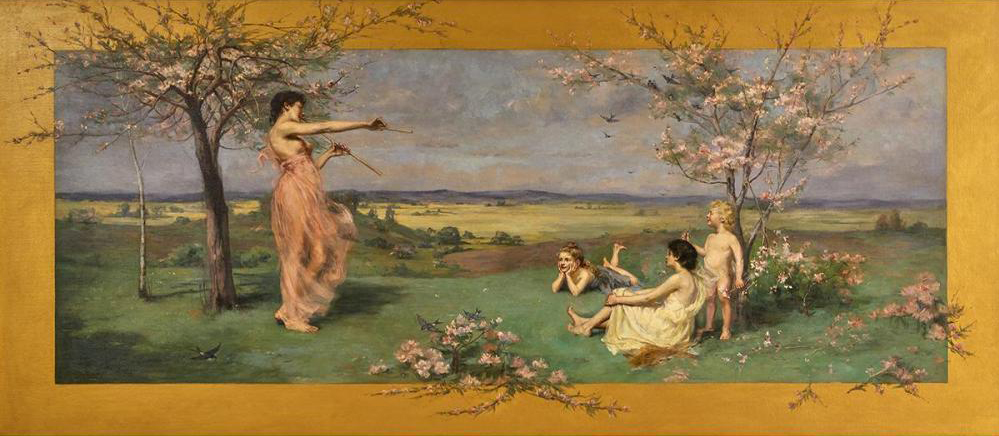
Картина Song of Spring

Ида Бёрджесс (англ. Ida Burgess, полное имя Ida Josephine Burgess; 1855—1934) — американская художница; известна своими картинами, фресками и витражами.

## Биография
Родилась 5 января 1855 года в Чикаго.
Обучалась искусству в Cooper Union и Лиге студентов-художников Нью-Йорка, где её учителями были Уолтер Ширлоу и Уильям Чейз. Продолжила учёбу во Франции, где выставлялась на Парижском салоне в 1885 году.
Берджесс выставляла свои работы в Здании штата Иллинойс (Illinois State Building) на Всемирной Колумбовой выставке 1893 года в Чикаго, где выполнила фреску в приемной этого здания. Впоследствии она украсила своими фресками и витражами часть библиотеки Lunt Hall Library (ныне здание факультета математики) Северо-Западного университета, в частности — вестибюль, книжный зал и читальный зал.
Она выставляла свои работы в Художественном институте Чикаго с 1892 по 1903 год. Являлась членом Чикагского общества художников, нью-йоркских Women’s Art Club и Pen and Brush Club, а также Национальной ассоциации художниц.
Умерла в июле 1934 года в Нью-Йорке.